# Heptanthura novaezealandiae
Heptanthura novaezealandiae là một loài chân đều trong họ Expanathuridae. Loài này được Kensley miêu tả khoa học năm 1978.